# Śpiewający pies z Nowej Gwinei
Śpiewający pies z Nowej Gwinei (łac. Canis lupus hallstromi, ang. New Guinea Singing Dog – w skrócie NGSD) – jedna z ras psów należąca do grupy psów w typie pierwotnym. Pochodzi z Nowej Gwinei i jest blisko spokrewniony z dingo. Jest dzikim psem, który nie został zmieniony przez człowieka i zachowuje wiele cech pierwotnych odróżniających go od psa domowego. Z natury jest nieufny, nieobliczalny i nie lubi częstego dotykania.

## Historia
Rasa została odkryta przez Ellisa Troughtona w 1957 r. i nazwana przez niego Canis hallstromi na cześć Edwarda Hallstroma, australijskiego filantropa i dyrektora ogrodu zoologicznego Taronga w Sydney. Ów ogród zoologiczny był pierwszym, w którym znalazła się para psów tej rasy, przysłana tam przez samego Troughtona. Wszystkie śpiewające psy rozmnożone w niewoli pochodzą od tej pary, zaś doniesienia o napotkaniu dziko żyjących NGSD są od czasu odkrycia niezwykle rzadkie. Wkrótce po odkryciu i opisaniu przez Troughtona, NGSD uznawano za odrębny gatunek – stąd początkowo duże zainteresowanie ogrodów zoologicznych posiadaniem i rozmnażaniem tych zwierząt. Obecnie nie uważa się ich za osobny gatunek, lecz jedynie rasę, która istniała i rozwijała się w izolacji od innych ras psów przez około 6000 lat. Stwierdzenie pokrewieństwa z psami przyczyniło się do spadku zainteresowania zoologów i ogrodów zoologicznych. Naturalnej populacji grozi wyginięcie z powodu rozpowszechnienia się na zajmowanych przez nią terenach jej krzyżówek z psem domowym. Populacja utrzymywana w hodowlach jest bardzo nieliczna i nie może być szybko rozwijana ze względu na konieczność zachowania odrębnych linii genetycznych. Pod koniec XX wieku w hodowlach znajdowało się zaledwie około 100 psów tej rasy.